# Ottavio Baccani
Ottavio Baccani (Campi Bisenzio, 22 agosto 1904 – Firenze, 5 agosto 1968) è stato un dirigente sportivo, allenatore di calcio e calciatore italiano.

## Carriera
Fu uno dei primi dirigenti della Fiorentina, divenendone segretario nel 1926 e rimanendo all'interno della società fino alla seconda guerra mondiale.
Guidò la formazione gigliata in Serie A all'inizio della stagione 1937-1938 per un totale di 20 partite prima di lasciare il posto all'ungherese Ferenc Molnár.
Lasciata la Fiorentina, divenne il primo direttore del Centro Tecnico di Coverciano, carica che rivestì sino alla morte, sopraggiunta nel 1968.